# Diedorf (Bajorország)
Diedorf település Németországban, azon belül Bajorországban. Lakosainak száma 10 777 fő (2023. december 31.). Diedorf Kutzenhausen és Neusäß községekkel határos.

## Népesség
A település népessége az elmúlt években az alábbi módon változott:
| Lakosok száma | 423  | 1188 | 5060 | 9699 | 9834 | 9893 | 10 229 | 10 469 | 10 667 | 10 777 |
|               | 1875 | 1950 | 1970 | 2011 | 2013 | 2014 | 2016   | 2019   | 2021   | 2023   |